# Øster Lisbjerg Herred

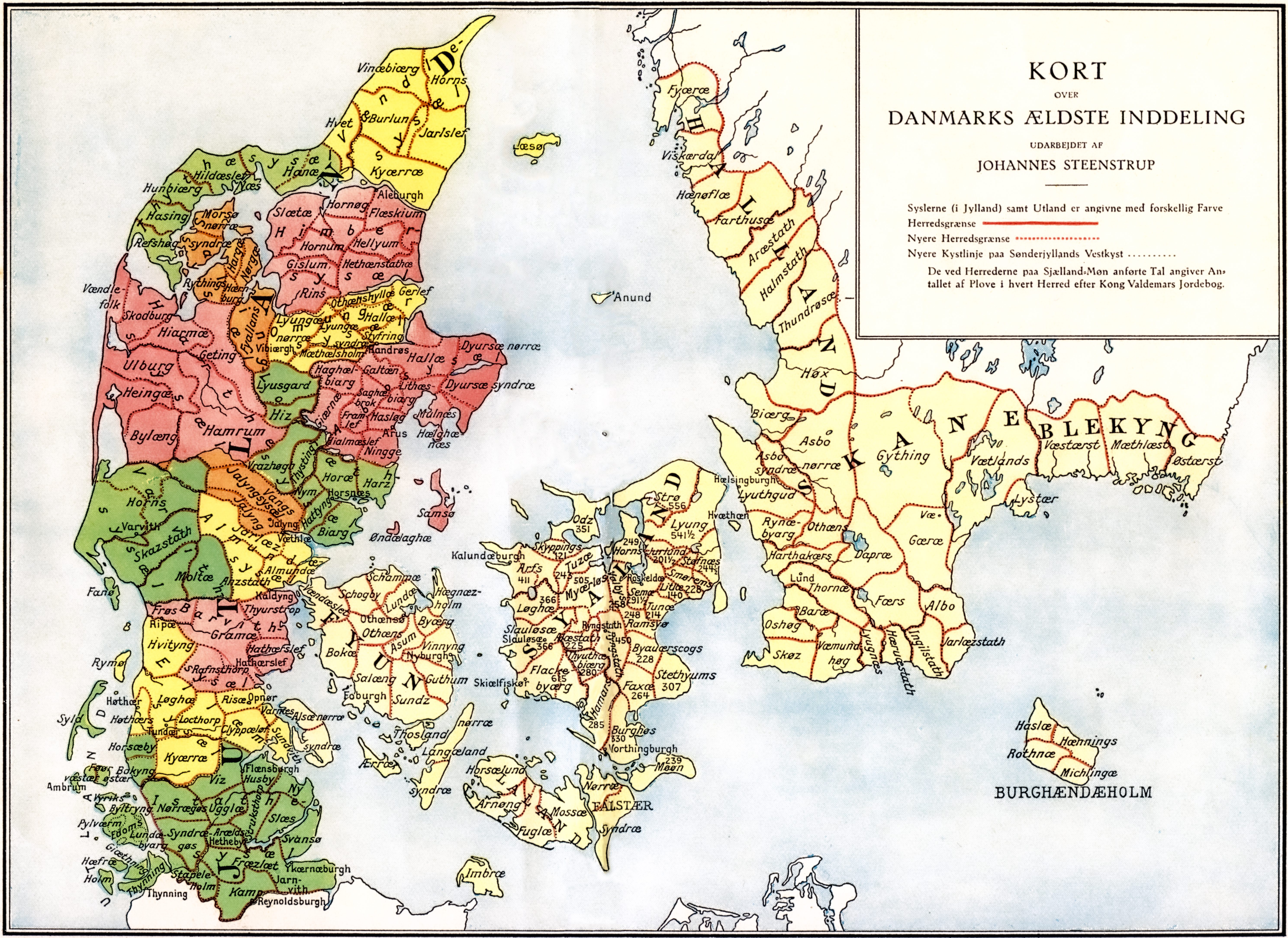
Verwaltungseinteilung Dänemarks im Mittelalter, Sysler in Jütland

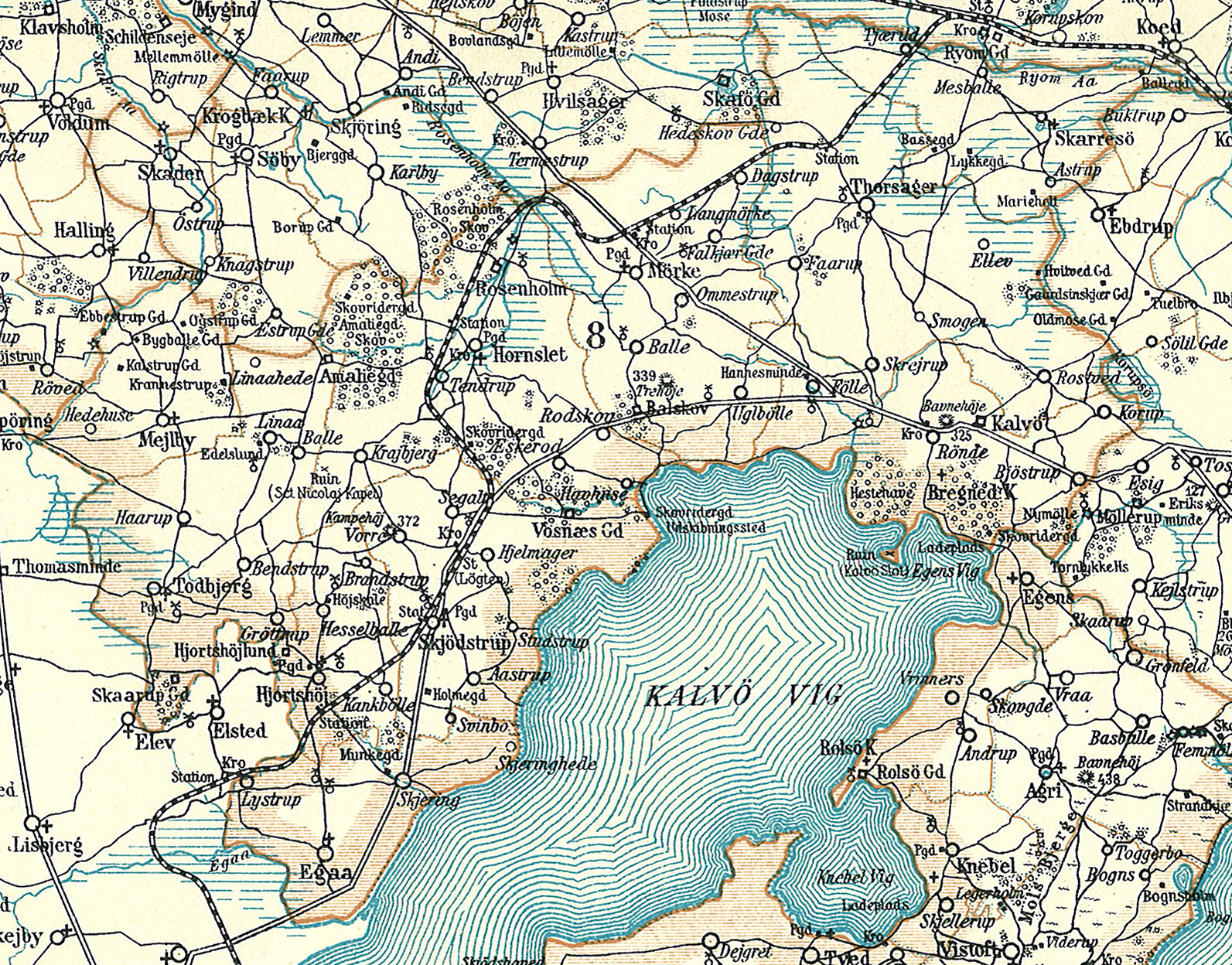
Øster Lisbjærg Herred um 1900

Øster Lisbjerg Herred, im 19. Jahrhundert mit æ geschrieben (Øster-Lisbjærg Herred), war eine vom Hochmittelalter bis 1970 bestehende Harde an der Ostküste Mitteljütlands. Bis Ende des 19. Jahrhunderts gehörte sie zum Åbosyssel, das die Halbinsel Djursland und das angrenzende Binnenland bis an dem Gudenå umfasste, dann zu Randers Amt, von 1970 bis 2007 zu Århus Amt.
Øster Lisbjerg Herred lag am Kalvø Vig genannten Nordende der Århus Bugt und umfasste folgende Sogne (Gemeinden):
- Bregnet Sogn
- Egå Sogn
- Hjortshøj Sogn
- Hornslet Sogn
- Mejlby Sogn
- Mørke Sogn
- Skarresø Sogn
- Skødstrup Sogn
- Thorsager Sogn
- Todbjerg Sogn

Heute gehört der Süden dieses Herred zur Kommune Aarhus, der Norden zur Syddjurs Kommune.